# Besleria cyrtanthemum
Besleria cyrtanthemum är en tvåhjärtbladig växtart som beskrevs av Johannes von Hanstein. Besleria cyrtanthemum ingår i släktet Besleria och familjen Gesneriaceae. Inga underarter finns listade i Catalogue of Life.